# Kada Bint Dżubajl
Kada Bint Dżubajl (arab. قضاء بنت جبيل) – jednostka administracyjna w Libanie, należąca do Muhafazy An-Nabatijja. Dystrykt zamieszkiwany jest głównie przez szyitów.

## Wybory parlamentarne
Okręg wyborczy, obejmujący dystrykt Bint Dżubajl, reprezentowany jest w libańskim Zgromadzeniu Narodowym przez 3 deputowanych szyickich.